# Gingham Check
Gingham Check (ギンガムチェック) è il ventisettesimo singolo del gruppo di idol giapponesi AKB48, pubblicato nell'agosto 2012.

## Tracce
Tipo A
Disco 1
1. Gingham Check (ギンガムチェック) – 5:27
2. Yume no Kawa (夢の河) – 4:35
3. Doremifa Onchi (ドレミファ音痴) – 4:36
4. Gingham Check off vocal ver. (ギンガムチェック off vocal ver.) – 5:27
5. Yume no Kawa off vocal ver. (夢の河 off vocal ver.) – 4:35
6. Doremifa Onchi off vocal ver. (ドレミファ音痴 off vocal ver.) – 4:36

Disco 2 (DVD)
1. Gingham Check Music Video (ギンガムチェック Music Video)
2. Yume no Kawa Music Video (夢の河 Music Video)
3. Doremifa Onchi Music Video (ドレミファ音痴 Music Video)
4. 27th Single Senbatsu General Election Documentary (27thシングル選抜総選挙ドキュメント)

Tipo B
Disco 1
1. Gingham Check (ギンガムチェック) – 5:27
2. Nante Bohemian (なんてボヘミアン) – 3:40 – Under Girls
3. Show fight! (Show fight!) – 3:49 – Future Girls
4. Gingham Check off vocal ver. (ギンガムチェック off vocal ver.) – 5:27
5. Nante Bohemian off vocal ver. (なんてボヘミアン off vocal ver.) – 3:40
6. Show fight! off vocal ver. (Show fight! off vocal ver.) – 3:49

Disco 2 (DVD)
1. Gingham Check Music Video (ギンガムチェック Music Video)
2. Nante Bohemian Music Video (なんてボヘミアン Music Video)
3. Show fight! Music Video (Show fight! Music Video)
4. AKB48 Group Members 『Self Taken Picture Courses』 (AKB48 グループメンバーによる『自撮り講座・釣り講座』)
5. AKB48 Group Members 『Self Taken Picture Gallery』 (AKB48 グループメンバーによる『自撮り釣り写真ギャラリー』)